# 毛庄镇 (太康县)
毛庄镇，是中华人民共和国河南省周口市太康县下辖的一个乡镇级行政单位。

## 行政区划
毛庄镇下辖以下地区：
毛庄村、大刘庄村、后凡村、前凡村、三里桥村、顾尧村、蒋店村、龚楼村、刘化匠村、段庄村、黄郭村、西张村、王隆集村、石庄村、老龙沃村、耿楼村、陶母岗村、杨庄村、魏湾村、小刘庄村、蒋埠口村、许楼村、小新村和叶庄村。